# 1949 na música

## Música Popular
- Alvarenga & Ranchinho: Caboclo satisfeito, de Jovino Santos Neto
- Jacob do Bandolim: Dolente
- Luiz Gonzaga: Baião, parceria com Humberto Teixeira
- Waldir Azevedo: Brasileirinho

## Nascimentos
| Data            | Nome                          | Profissão                                       | Nacionalidade           | Observações | Ref |
| --------------- | ----------------------------- | ----------------------------------------------- | ----------------------- | ----------- | --- |
| 29 de Janeiro   | Tommy Ramone                  | baterista                                       | Hungria                 | m. 2014     |     |
| 29 de Janeiro   | Djavan                        | cantor                                          | Brasil                  |             |     |
| 28 de Fevereiro | Ivo Rodrigues                 | músico                                          | Brasil                  | m. 2010     |     |
| 19 de Março     | Valery Leontiev               | cantor                                          | Rússia                  |             |     |
| 29 de Março     | Michael Brecker               | saxofonista                                     | Estados Unidos          | m. 2007     |     |
| 4 de Maio       | Gregg Diamond                 | pianista, percussionista, compositor e produtor | Estados Unidos          | m. 1999     |     |
| 9 de Maio       | Billy Joel                    | pianista, compositor, cantor                    | Estados Unidos          |             |     |
| 19 de Maio      | Dusty Hill                    | baixista                                        | Estados Unidos          |             |     |
| 14 de maio      | Bob Telson                    | pianista e compositor                           | Estados Unidos          |             |     |
| 11 de junho     | Frank Beard                   | baterista                                       | Estados Unidos          |             |     |
| 20 de Junho     | Lionel Richie                 | cantor                                          | Estados Unidos          |             |     |
| 1 de julho      | John Farnham                  | cantor                                          | Inglaterra/ Austrália   |             |     |
| 6 de Julho      | Phyllis Hyman                 | cantora                                         | Estados Unidos          | m. 1995     |     |
| 26 de Julho     | Roger Meddows-Taylor          | baterista                                       | Inglaterra              |             |     |
| 25 de Agosto    | Gene Simmons                  | músico e vocalista                              | Israel / Estados Unidos |             |     |
| 7 de Setembro   | Gloria Gaynor                 | cantora                                         | Estados Unidos          |             |     |
| 23 de Setembro  | Bruce Springsteen             | cantor                                          | Estados Unidos          |             |     |
| 1 de Outubro    | André Rieu                    | violinista                                      | Países Baixos           |             |     |
| 3 de outubro    | Zé Ramalho                    | cantor e compositor                             | Brasil                  |             |     |
| 13 de Outubro   | Fagner                        | músico                                          | Brasil                  |             |     |
| 26 de Novembro  | Nestor de Hollanda Cavalcanti | compositor e arranjador                         | Brasil                  |             |     |
| 14 de Dezembro  | Cliff Williams                | baixista                                        | Inglaterra              |             |     |
| 31 de Outubro   | Bob Siebenberg                | baterista                                       | Estados Unidos          |             |     |
| 12 de Novembro  | Cândida Branca Flor           | cantora                                         | Portugal                | m. 2001     |     |
| 21 de Novembro  | João Ricardo                  | cantor e compositor                             | Portugal                |             |     |
| 16 de Dezembro  | Billy Gibbons                 | guitarrista                                     | Estados Unidos          |             |     |
| 22 de dezembro  | Robin Gibb                    | músico                                          | Reino Unido             | m. 2012     |     |
| 22 de dezembro  | Maurice Gibb                  | músico                                          | Reino Unido             | m. 2003     |     |
| 25 de Dezembro  | Simone                        | cantora                                         | Brasil                  |             |     |

## Mortes
| Data          | Nome            | Profissão  | Nacionalidade | Observações | Ref |
| ------------- | --------------- | ---------- | ------------- | ----------- | --- |
| 8 de Setembro | Richard Strauss | compositor | Alemanha      | n. 1864     |     |